# Метод характеристик
Метод характеристик (англ. Method of characteristics) - метод розв'язання диференціальних рівнянь у частинних похідних. Зазвичай застосовується до рівнянь у частинних похідних першого порядку, проте може бути застосованим і до гіперболічних рівнянь вищого порядку. Метод полягає у приведенні рівняння у частинних похідних до сімейства звичайних диференціальних рівнянь.

## Характеристики рівняння першого порядку
Для розв'язання рівняння першого порядку, метод полягає у знаходженні кривих (що зазвичай називаються характеристиками), вздовж яких рівняння в частинних похідних перетворюється на звичайне диференціальне рівняння.  Щойно такі звичайні диференціальні рівняння знайдено, їх можна розв'язати вздовж характеристик і потім знайдений розв'язок перетворити на розв'язок первинного рівняння в частинних похідних.
Розглянемо таке квазілінійне рівняння на невідому функцію {\displaystyle u(x,y)}
{\displaystyle a(x,y,u){\frac {\partial u}{\partial x}}+b(x,y,u){\frac {\partial u}{\partial y}}=c(x,y,u).(1)}
Припустимо, що функція on u відомо, і розглянемо поверхню z = u(x,y) в R3.  Нормаль до цієї поверхні задається виразом
{\displaystyle (u_{x}(x,y),u_{y}(x,y),-1).\,}
В результаті одержимо , що рівняння (1) еквівалентне геометричному твердженню, що векторне поле
{\displaystyle (a(x,y,z),b(x,y,z),c(x,y,z))\,}
є дотичним до поверхні z = u(x,y) в кожній точці.  
Рівняння характеристик можуть бути записані інваріантним чином 
{\displaystyle {\frac {dx}{a(x,y,z)}}={\frac {dy}{b(x,y,z)}}={\frac {dz}{c(x,y,z)}},}
або ж, якщо задано певну параметризацію t характеристик, тоді ці рівняння можна записати як систему звичайних диференціальних рівнянь для x(t), y(t), z(t):
{\displaystyle {\begin{array}{rcl}{\frac {dx}{dt}}&=&a(x,y,z)\\{\frac {dy}{dt}}&=&b(x,y,z)\\{\frac {dz}{dt}}&=&c(x,y,z).\end{array}}}